# René Oberthür
Pour les articles homonymes, voir Oberthür.
René Oberthür (14 avril 1852, Rennes - 27 avril 1944) est comme son frère aîné, Charles (1845-1924), un entomologiste français. La passion pour les insectes leur vient de leur père, François-Charles Oberthür (1818-1893), imprimeur de profession, entomologiste amateur spécialiste des coléoptères.
René Oberthür entre à la Société entomologique de France en 1871.
Les 5 000 000 de spécimens de Charles Oberthür ont été acquis par le Musée d'histoire naturelle de Londres à l'exception de 5 000 papillons conservés dans les collections zoologiques de l'Université de Rennes 1 ; la collection de René 5 000 000 de spécimens également, se trouve au laboratoire d'entomologie du Muséum national d'histoire naturelle et représente près de 40 % des collections entomologiques de cet établissement, classé monument historique le 24 mars 1993.
Suite au décès de son frère Charles en 1924, René Oberthür devient président de la société Imprimerie Oberthur à Rennes, fonction qu'il assurera jusqu'en 1940.

## Ouvrages
- Coleopterorum novitates : recueil spécialement consacré à l'étude des coléoptères, 1883
- Faune analytique illustrée des Lucanides de Java, 1913, avec Constant Houlbert, Bulletin du Muséum national d'histoire naturelle
- Carabiques nouveaux recueillis à Serdang (Sumatra Oriental), avec M. B. Hagen, 1890 (?), 10 p. 8º.
- Répertoire de couleurs pour aider à la détermination des couleurs des fleurs, des feuillages et des fruits, 1905, publié par la Société française des Chrysanthémistes